# (37813) 1998 AM6
1998 AM6 (asteroide 37813) é um asteroide da cintura principal. Possui uma excentricidade de 0.09751760 e uma inclinação de 3.04838º.
Este asteroide foi descoberto no dia 4 de janeiro de 1998 por Beijing Schmidt CCD Asteroid Program em Xinglong.